# وحید طباطبا وکیلی
وحید طباطبا وکیلی (زاده ۱۳۲۶ در تهران) پژوهشگر ایرانی و استاد دانشکده مهندسی برق دانشگاه علم و صنعت ایران است.
 او برای ترجمه کتاب مهندسی ارتباطات دور  برگزیدهٔ پنجمین دورهٔ کتاب سال ایران شد.